# آدم بارادا
آدم بارادا (بالإسبانية: Adam Parada)‏ مواليد 21 أكتوبر 1981 في كاليفورنيا، هو لاعب كرة سلة مكسيكي. بدأ مسيرته الاحترافية في سنة 2004. يحمل الرقم 55. يبلغ طوله 7 قدم 0 بوصة (2.1 م). حقق المركز الثاني في دورة الألعاب الأمريكية 2011.

## الميداليات
| الميدالية | المسابقة                    |
| --------- | --------------------------- |
| فضية      | دورة الألعاب الأمريكية 2011 |

## روابط خارجية
- آدم بارادا على موقع الاتحاد الدولي لكرة السلة (الإنجليزية)
- آدم بارادا على موقع كرة السلة الأوروبية.كوم (الإنجليزية)
- آدم بارادا على موقع كلية كرة السلة في سبورتس رفرنس.كوم (الإنجليزية)
- آدم بارادا على موقع ريلجم (الإنجليزية)
- آدم بارادا على موقع بروبوليرز (الإنجليزية)
- آدم بارادا على موقع سبورتس رفرنس (الإنجليزية)
- آدم بارادا على موقع سبورتس رفرنس (الإنجليزية)